# G. Tóth László
G. Tóth László (Budapest, 1954. május 26. –) magyar hidrobiológus, limnológus, ökológus, a Magyar Tudományos Akadémia (MTA) doktora. Kutatási területe az édesvízi és tengeri zooplankton populációdinamikája, táplálkozásbiológiája, anyagcseréje, légzése, légzésének fiziológiája, és biokémiája, valamint a halak embrionális fejlődése, embrionális és lárvakori légzése. 2010-től a Szent István Egyetem Gazdaság- és Társadalomtudományi Karának egyetemi tanára, valamint 2013-tól az Magyar Tudományos Akadémia Ökológiai Kutatóközpont Balatoni Limnológiai Intézet (MTA ÖK BLI) igazgatója.

## Életpályája
A Medve utcai általános iskolában tanult, majd 1968-1972 között az Óbudai Árpád Gimnáziumban folytatta tanulmányait 1974-ben kezdte meg egyetemi tanulmányait az Eötvös Loránd Tudományegyetem Természettudományi Karán, majd itt szerzett biológus diplomát 1979-ben. Az egyetemi diploma megszerzését követően, 1980-tól az MTA Balatoni Limnológiai Kutatóintézet kutatója. 1980-ban természettudomány doktora, 1989-ben a biológiai tudományok kandidátusa (PhD), 2003-ban az MTA doktora (DSc), majd 2004-től a Pannon Egyetem habilitált professzora. Kutatóintézeti állása mellett, 1991–1992 között a Francia Oktatási és Kulturális Minisztérium posztdoktori ösztöndíjasa a Rennes-i Egyetem Sejtbiológiai Laboratóriumában, 1994–1996 között a Tudományos Haladást Előmozdító Japán Társaság posztdoktori ösztöndíjasa a Shinshu Egyetemen (Matsumoto, Japán), majd 2000–2001-ig ugyanezen Japán Társaság hosszútávú vendégkutatója, ugyanott. 2004–2006 között az Európai Bizottság Független Nemzeti Szakértője Olaszországban. 2003-tól az akkori MTA Balatoni Limnológiai Kutatóintézet tudományos tanácsadója, majd 2013-tól a kutatóintézet igazgatója. Emellett a Debreceni Egyetem, Pannon Egyetem és a Nyugat-magyarországi Egyetem vendégelőadója.
Oktatói és intézetigazgatói tevékenységei mellett a "Journal of Plankton Research" nemzetközi folyóirat szerkesztőbizottsági tagja, az European Ecological Water Quality and Intercalibration (EEWAI) független nemzeti szakértője, továbbá számos nemzetközi társaság tagja.

## Munkássága
Fő kutatási területe az zooplankton populációdinamikája, táplálkozásbiológiája, anyagcseréje, légzése továbbá a környezetszennyezés mindennapi kérdései.
Több mint százharminc tudományos közlemény szerzője vagy társszerzője. Munkáit elsősorban angol nyelven publikálja. Kapott független hivatkozásainak száma 820 felett van.

## Díjai, elismerései
- JRC – 2005 Award – az EU – politika támogatásáért (megosztott)

## Főbb publikációi
- The importance of self-oxidation in decomposition and its dependence on the pH of the environment (1989)
- Limiting effect of abioseston on food ingestion, postembryonic development time and fecundity of daphnids in Lake Balaton (Hungary) (1992)
- Adaptation of the tetrazolium reduction test for the measurement of the electron transport system (ETS)-activity during the embryonic development of medaka (1995)
- Toxic effect of the mosquito killer S-Deltamethrine on the development and on the respiratory electron transport system (ETS)-activity of the embryos of bream (Abramis brama L.), roach (Rutilus rutilus L.), barbel (Barbus barbus L.) and pike (Esox lucius L.) (1995)
- Development of Eodiaptomus japonicus Burckhardt (Copepoda, Calanoida) reared on different sized fractions of natural plankton (1996)
- The summer zooplankton structure and productivity in Lake Balaton (2003)
- First steps in the Central-Baltic intercalibration exercise on lake macrophytes: where do we start? (2008)
- Zooplankton community response to enhanced turbulence generated by water-level decrease in Lake Balaton, the largest shallow lake in Central Europe (2011)